# Berga örlogsbas
Berga örlogsbas eller Bergabasen är en marinbas inom svenska marinen som verkat i olika former sedan 1944. Basen är en del av Haninge garnison och ligger i Hårsfjärden vid Berga.

## Historik
År 1944 beslutade riksdagen att staten skulle förvärva Berga herrgård i Västerhaninge landskommun efter den framlidne Helge Ax:son Johnson. Området omfattade en strandremsa som sträckte sig från Vitså hamn till Näringsberg och var 3,5 km lång och 800 m bred. Utöver strandremsan tillkom även området där Berga lantbrukskola var lokaliserad, med en areal om 1025 hektar. Köpesumman för förvärvet av egendomen var 2 635 000 kr varav för marinens del den uppgick till 1 285 000 kr.
Genom försvarsbeslutet 2004 lämnade flottan Berga örlogsbas, de kvarvarande förbandsdelarna inom Haninge garnison förlades till Muskö örlogsbas. Hösten 2008 kom dock flottan tillbaka till Berga, då 4. sjöstridsflottiljen flyttade till Berga.
Flottiljen hade från hösten 2005 haft sin basering på Muskö, men för att kunna bedriva en mer rationell produktion, kom man att verka tillsammans med Stockholms amfibieregemente på Berga. 

## Berga skjutfält
Det finns ett skjutfält mellan själva örlogsbasen och Berga naturbruksgymnasium.

## Galleri

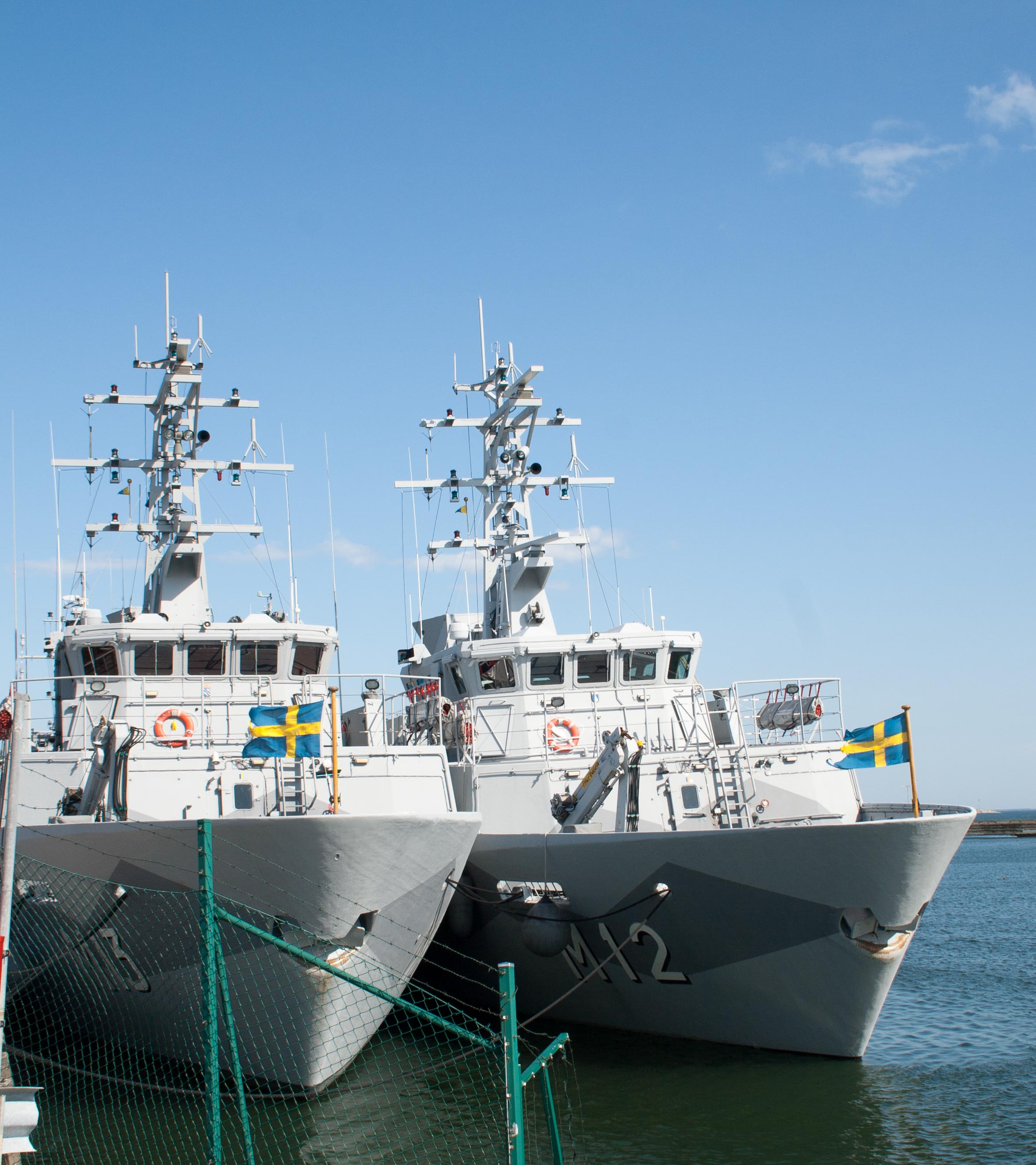
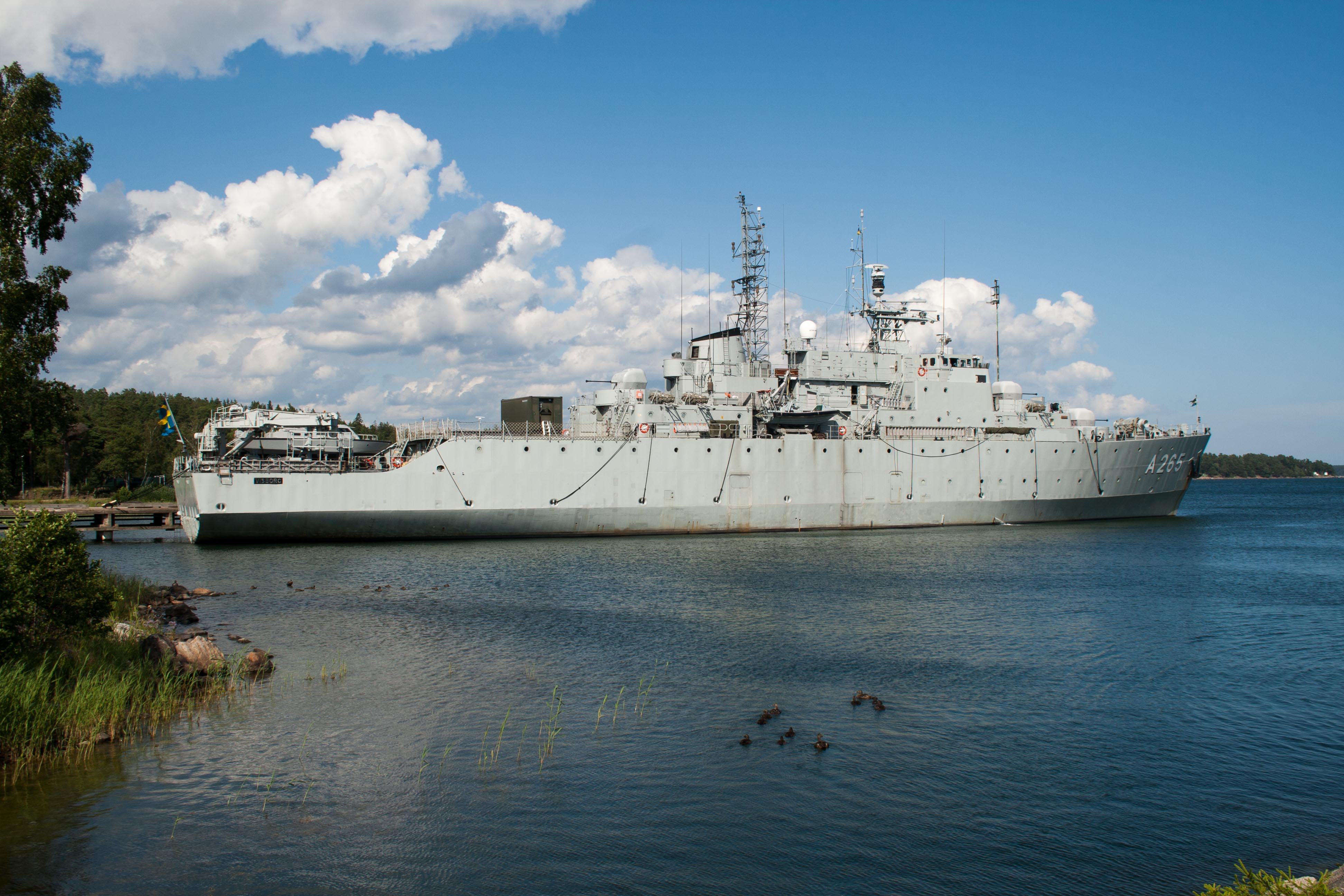
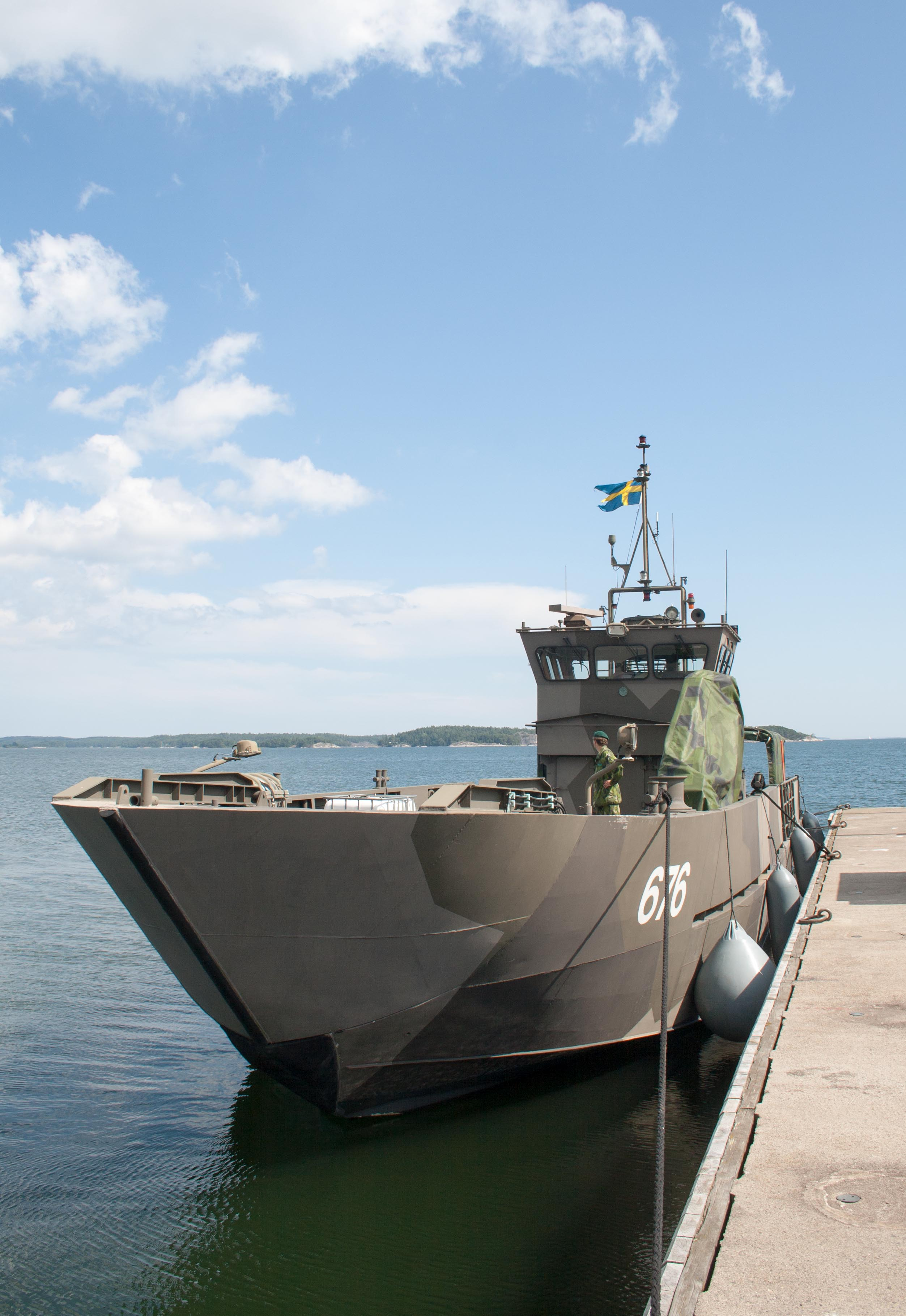
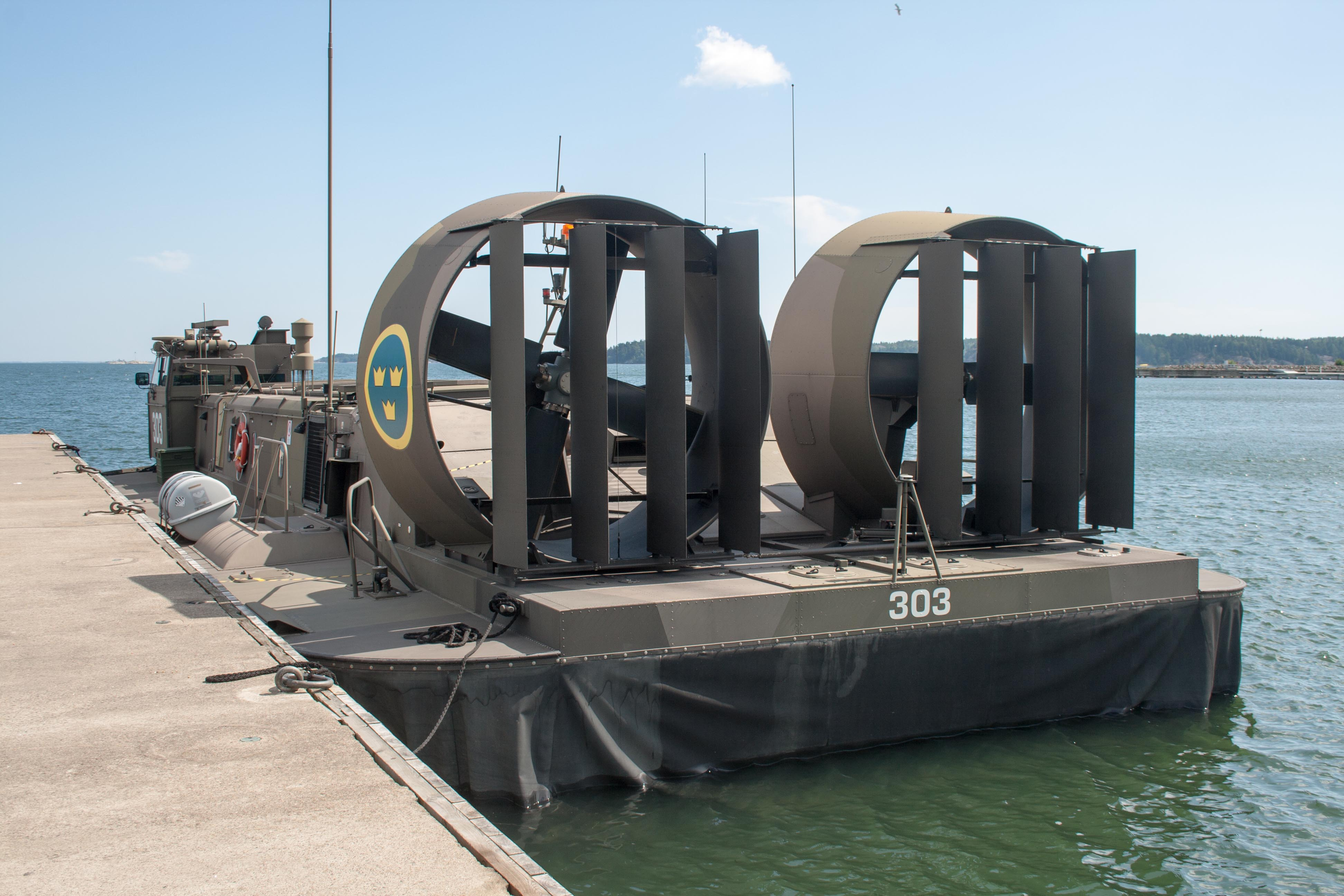
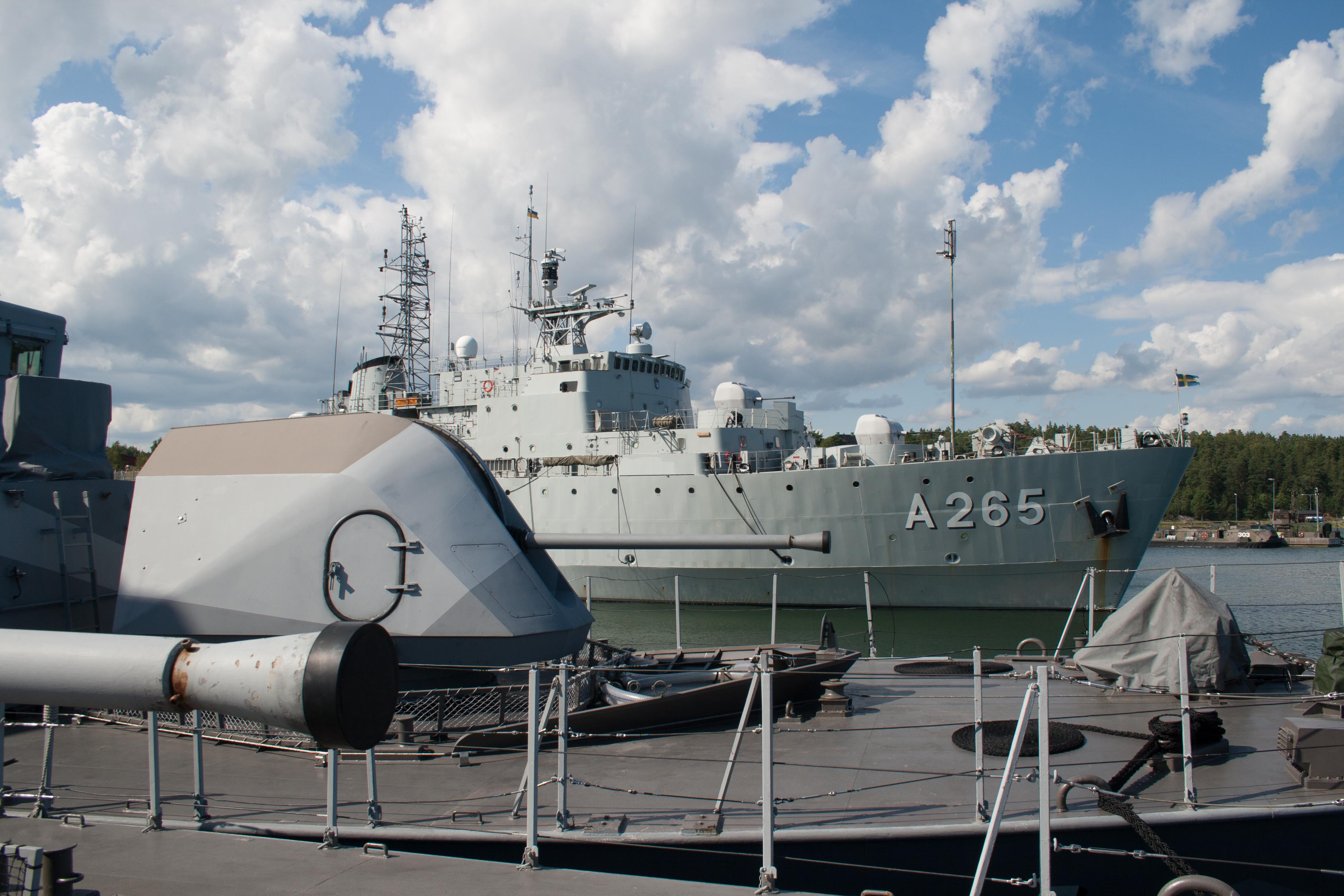